# Kenya Wildlife Service

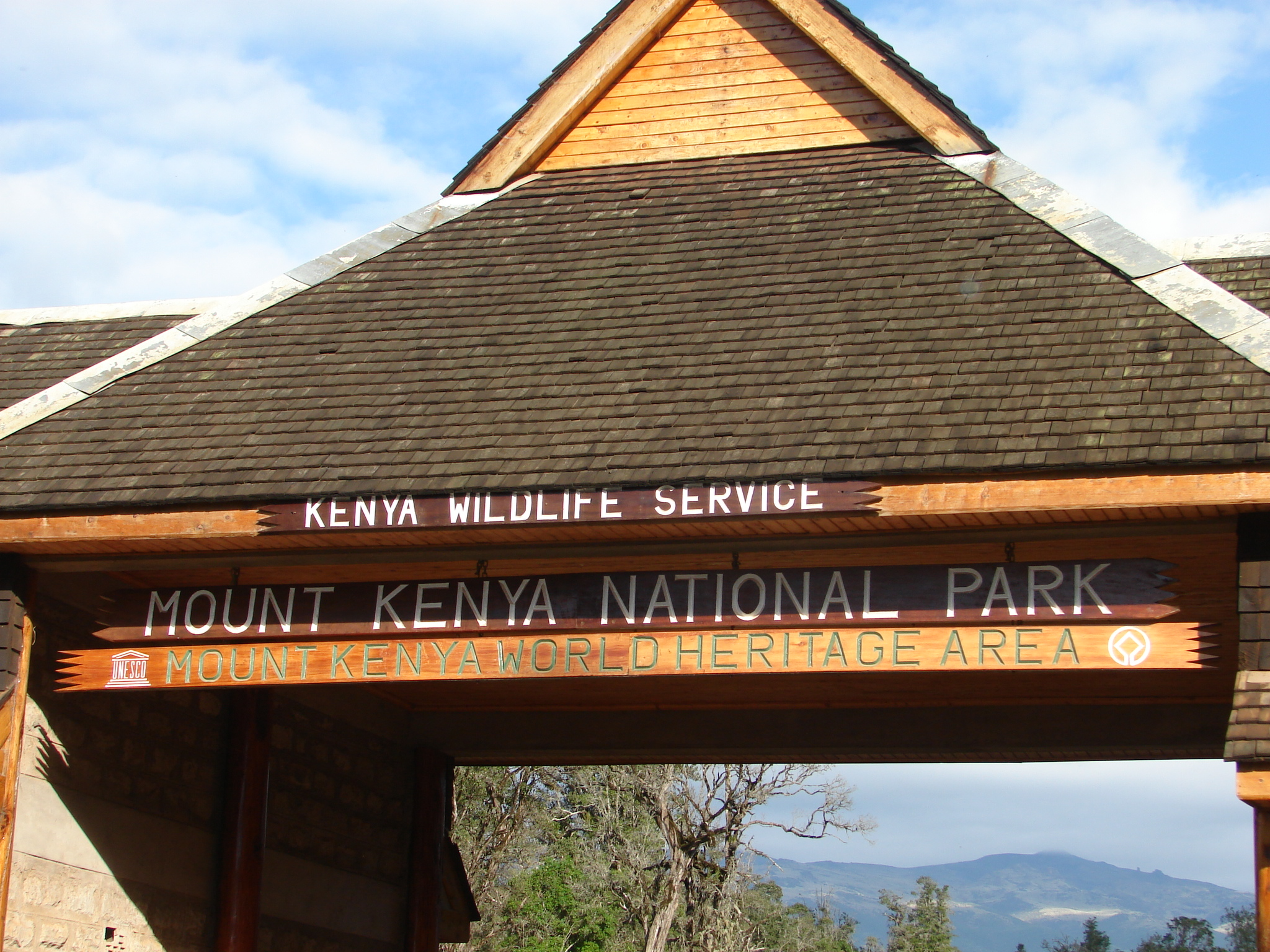
Kenya Wildlife Service, Eingang zum Mount Kenya National Park (2007)

Der Kenya Wildlife Service (kurz KWS) ist eine staatliche Organisation in Kenia zu deren Aufgaben der Erhalt der kenianischen Nationalparks gehört.

## Allgemein
Zwischen 1979 und 1989 hatte sich die Zahl der Afrikanischen Elefanten von 85.000 auf 22.000 verringert. 1989 wurde der Kenya Wildlife Service von Richard Leakey als Leiter übernommen. Von diesem Moment an machte die Wildschutzbehörde weltweit auf sich aufmerksam. Wurde sie vorher weder von Wilderern noch von der Öffentlichkeit wahrgenommen, so erreichte der damalige Präsident Kenias Daniel arap Moi, angeregt durch Richard Leakey, mit der Verbrennung von mehreren Tonnen Elfenbein im Wert von vielen Millionen US-Dollar, großes weltweites Aufsehen.
Seit dieser Zeit wurde die Behörde ständig erweitert und modernisiert. Dank konsequenter Ausbildung und der Einstellung hochqualifizierter Ranger kann der KWS heute die Wilderei und den Elfenbeinhandel in Kenia kontrollieren.
Der Kenya Wildlife Service wird sehr stark vom David Sheldrick Wildlife Trust unterstützt, z. B. mit dem "Desnaring-team", das Drahtfallen für Giraffen und andere Tiere aufsammelt.
Am 5. Dezember 2002 übernahm Michael Wamithi die Leitung des Kenya Wildlife Service.